# Reiner Scheidhauer
Rainer Scheidhauer (18 de septiembre de 1954) es un expiloto de motociclismo alemán.

## Biografía
El padre de Reiner Scheidhauer, Willi, ya tuvo éxito como piloto de motocicletas a nivel nacional e internacional. Reiner Scheidhauer disputó su primera carrera en 1973 en carreras de montaña en Zotzenbach con una Kreidler de 50cc. En 1978 fue campeón alemán de Kreidler en la categoría de hasta 50 cc. En 1988 ganó con Seel el título nacional de la categoría de 80cc.
Entre 1978 y 1986, Scheidhauer disputó el Mundial en las categorías de 50 y 80cc. Sus mejores actuaciones fue en 1979 y 1983, cuando acabó undécimo. Su mejor posición en un Gran Premio fue un cuarto puesto en la carrera de los 50 cc del Gran Premio de las Naciones de 1983. Disputó además pruebas del Campeonato de Europa de 80 cc, ganando en 1988 en Hockenheim y quedando quinto en Zolder en 1989
Una vez retirado, Scheidhauer continuó hasta 2012 en la categoría de 125 cc del Campeonato Internacional Alemán de Motocicletas y en 2014, se unió a sus 59 años en un Honda RS 125 en la clase principal de IG.

## Resultados de carrera

### Campeonato del Mundo de Motociclismo

#### Carreras por año
Sistema de puntos desde 1969 a 1987:
| Posición | 1.º | 2.º | 3.º | 4.º | 5.º | 6.º | 7.º | 8.º | 9.º | 10.º |
| Puntos   | 15  | 12  | 10  | 8   | 6   | 5   | 4   | 3   | 2   | 1    |

Sistema de puntos desde 1988 a 1992:
| Posición | 1.º | 2.º | 3.º | 4.º | 5.º | 6.º | 7.º | 8.º | 9.º | 10.º | 11.º | 12.º | 13.º | 14.º | 15.º |
| Puntos   | 20  | 17  | 15  | 13  | 11  | 10  | 9   | 8   | 7   | 6    | 5    | 4    | 3    | 2    | 1    |

(Carreras en negrita indica pole position, carreras en cursiva indica vuelta rápida)
| Año  | Clase | Equipo   | Moto   | 1       | 2       | 3       | 4       | 5       | 6       | 7      | 8      | 9      | 10      | 11     | 12    | 13     | Pts. | Pos. |
| ---- | ----- | -------- | ------ | ------- | ------- | ------- | ------- | ------- | ------- | ------ | ------ | ------ | ------- | ------ | ----- | ------ | ---- | ---- |
| 1978 | 50cc  | Kreidler |        | ESP -   |         |         | NAC -   | NED 18  | BEL Ret |        |        |        | ALE 9   | CHE 5  | YUG 9 |        | 10   | 16.º |
| 1979 | 50cc  | Kreidler |        |         | GER 5   | NAT Ret | ESP 6   | YUG Ret | NED Ret | BEL -  |        |        |         |        | FRA 5 |        | 17   | 11.º |
| 1980 | 50cc  | Rupp     | NAT -  | ESP -   |         | YUG -   | NED 17  | BEL 16  |         |        |        | GER 12 |         |        |       |        | 0    | -    |
| 1981 | 50cc  | Kreidler |        |         | GER Ret | NAT Ret |         | ESP DNQ | YUG 15  | NED 10 |        | RSM 13 |         |        |       | CZE 11 | 1    | 24.º |
| 1982 | 50cc  | Seel-MBA |        |         |         | ESP -   | NAC Ret | NED 8   |         | YUG 11 |        |        |         |        | SMR 7 | GER 8  | 12   | 10.º |
| 1983 | 50cc  | Kreidler |        | FRA 11  | NAT 4   | GER Ret | ESP -   |         | YUG 6   | NED 8  |        |        |         | RSM 10 |       |        | 17   | 10.º |
| 1984 | 80cc  | Real     |        | NAT Ret | SPA 6   | AUT Ret | GER Ret |         | YUG -   | NED -  | BEL -  |        |         | RSM -  |       |        | 5    | 15.º |
| 1986 | 80cc  | Seel     | ESP 11 | NAT Ret | GER Ret | AUT 16  | YUG 15  | NED 16  |         |        | GBR 12 |        | RSM Ret | BWU 7  |       |        | 4    | 19.º |
| 1987 | 80cc  | Seel     |        | SPA -   | GER Ret | NAT -   | AUT -   | YUG -   | NED 11  |        | GBR -  |        | CZE -   | RSM -  | POR - |        | 0    | -    |
| 1988 | 80cc  | Seel     |        |         | ESP -   | EXP -   | NAT -   | GER 21  |         | NED -  |        | YUG -  |         |        |       | CZE -  | 0    | -    |
| 1989 | 80cc  | Seel     |        |         |         | SPA 20  | NAT Ret | GER 23  | AUT -   | YUG -  | NED -  |        |         |        |       | CZE -  | 0    | -    |